# Dương quý phi
Dương Quý phi (chữ Hán: 楊貴妃, 719 – 756), còn gọi là Dương Ngọc Hoàn (楊玉環) hay Dương Thái Chân (楊太真), là một phi tần rất được sủng ái của Đường Huyền Tông Lý Long Cơ. Trong văn hóa Trung Hoa, bà được xếp vào một trong Tứ đại mỹ nhân của lịch sử Trung Quốc, có sắc đẹp được ví là Tu hoa (羞花), khiến hoa thu mình lại vì hổ thẹn.
Câu chuyện về tình duyên giữa Dương Quý phi và Đường Huyền Tông thường được nhắc đến với khung cảnh tráng lệ, xa hoa tột đỉnh của giai đoạn nhà Đường đang thịnh thế. Sự yêu chiều một cách thái quá của Đường Huyền Tông đối với Dương Quý phi là nguyên nhân khiến người đời cho rằng sự suy vong của nhà Đường đều do Dương Quý phi mà ra. Sắc đẹp của Dương Quý phi được ghi nhận là đầy đặn, thường được so sánh một cách đối lập với Triệu Phi Yến nhà Hán, với câu [Hoàn phì Yến sấu; 環肥燕瘦]. Triệu Phi Yến được biết đến nhẹ như chim yến, có thể đứng trên lòng bàn tay người, còn Dương Quý phi lại nổi tiếng vì sự đẫy đà, tròn trịa có phần mập mạp, sắc da mịn màng, diễm lệ.
Trong văn học Trung Hoa, bà là một mỹ nhân nổi tiếng. Bài thơ Thanh bình điệu của Lý Bạch đã khiến hình ảnh nhan sắc của bà được lưu truyền một cách bất tử, với câu thơ được lan truyền đến tận ngày nay: 「"Vân tưởng y thường, hoa tưởng dung"」. Bên cạnh đó, tác phẩm trường văn Trường hận ca của đại thi nhân Bạch Cư Dị, cùng Thái Chân ngoại truyện của Nhạc Sử cũng góp phần khiến hình ảnh Dương Quý phi lan rộng hơn bao giờ hết. Đối với các nước ảnh hưởng văn hóa Trung Hoa như Việt Nam, Hàn Quốc và Nhật Bản, hình tượng về Dương Quý phi cũng được biết đến rộng rãi, đặc biệt nhất chính là Nhật Bản, khi hình ảnh của bà là một đề tài phổ biến trong nghệ thuật hội họa thời kỳ Edo.

## Tiểu sử

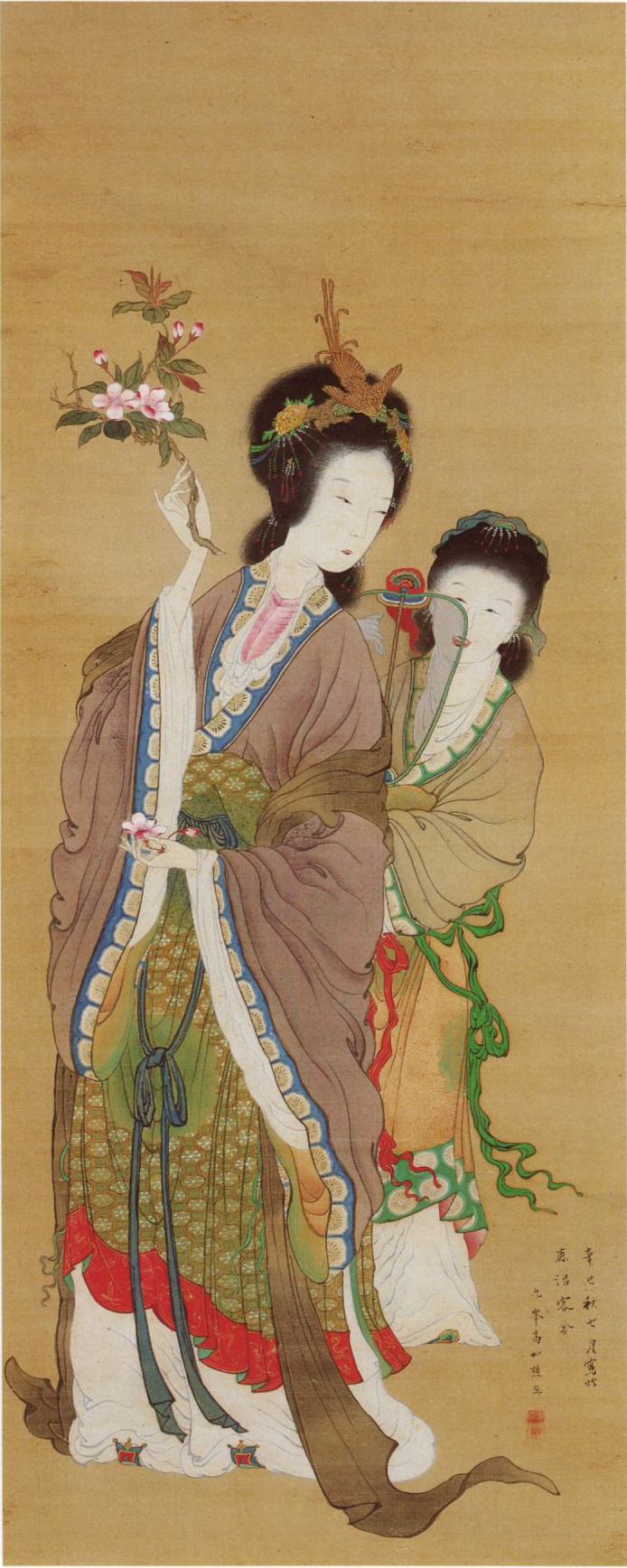
Tranh vẽ Dương Quý phi

### Tên gọi thật
Có một sự thật rằng, tên thật của Dương Quý phi không được ghi lại. Các sách chính sử Tân Đường thư lẫn Cựu Đường thư đều không nói rõ tên thật của bà, mà chỉ ghi tên hiệu là Thái Chân (太真). Căn cứ theo sách Minh Hoàng tạp lục (明皇杂录) của Trịnh Xử Hối (鄭處誨) thì cho biết Quý phi có tiểu tự là Ngọc Hoàn (玉環), trong khi Trịnh Ngu (郑嵎) trong bài thơ Tân Dương môn thi (津阳门诗) lại nói bà có tiểu tự là Ngọc Nô (玉奴). 
Có thể thấy rõ, những ký lục gần sát đương đại mà Dương Quý phi sinh sống cũng không rõ tên thật của bà là gì, [Tiểu tự; 小字] tức là một dạng biểu tự, tên gọi khi còn trẻ hoặc không chính thức, khác với [Danh; 名] là tên chính thức, như Tào Tháo có tên chính là Tháo, mà tiểu tự là A Man. Về sau trong văn hóa đương đại, đa phần các tác phẩm đều gọi Dương Quý phi là 「Dương Ngọc Hoàn; 楊玉環」, tự hiển nhiên "Dương Ngọc Hoàn" trở thành tên thật của Dương Quý phi. Tuy vậy, các thi nhân cùng một số cổ thi vẫn duy trì cách gọi 「Dương Thái Chân; 楊太真」 hơn là "Dương Ngọc Hoàn", văn hóa Trung Quốc đại lục thời hiện đại mới dần phổ biến cách gọi "Dương Ngọc Hoàn" này.

### Quê quán
Theo Cựu Đường thư cùng Tân Đường thư, Dương Ngọc Hoàn là con gái của một vị quan Tư hộ đất Thục Châu (蜀州; nay là Sùng Châu) tên là Dương Huyền Diễm (楊玄琰). Gia đình này nguyên gốc ở một quận Hoa Âm (nay là thành phố Hoa Âm của tỉnh Thiểm Tây), xuất thân từ gia tộc Hoằng Nông Dương thị (弘農楊氏) tại huyện Vĩnh Nhạc (永樂) thuộc Bồ Châu (蒲州; nay là Vĩnh Tế, Vận Thành), đây là một Sĩ tộc (士族) lâu đời được cho là hậu duệ của Thúc Hướng (叔向). Tổ tiên là Dương Uông (楊汪) - một quan viên nhà Tùy, từng bị Đường Thái Tông Lý Thế Dân xử tử. Cao tổ phụ Dương Lệnh Bổn (杨令本) từng làm Thứ sử của Kim Châu. Có thể thấy rõ Dương Ngọc Hoàn là dòng dõi Sĩ tộc, lại xuất thân trong gia đình quan lại, từ nhỏ Dương Ngọc Hoàn được học hát và múa. Đến khoảng năm 10 tuổi, cha mẹ mất, Dương Ngọc Hoàn mới đến Lạc Dương, sống với nhà chú, tức Dương Huyền Diễn (楊玄璬), khi ấy đang làm chức Sĩ tào Tham quân của Hà Nam phủ.
Dương Quý phi sinh khoảng năm Khai Nguyên thứ 7 (719), được cho là nguyên quán tại đất Thục (nay là Thành Đô, tỉnh Tứ Xuyên). Thật ra sử chính không hề ghi năm sinh của Dương phi, cũng như không hề ghi lại nơi sinh, vì khi bà qua đời sách Đường thư đều ghi khi 38 tuổi (tuổi mụ), nên mới suy ra là thời gian này. Còn về quê quán Hoa Âm, đấy là vì thủy tổ Dương Uông là người Hoa Âm nên người đời thường cho nguyên quán của cả nhà Dương phi là Hoa Âm, nhưng bởi vì Tằng tổ phụ Dương Thượng Hi (杨尚希) của Dương Uông vốn là người huyện Linh Bảo (nay là thành phố Linh Bảo, tỉnh Hà Nam, Trung Quốc), quê quán của tổ tiên đối với hậu duệ vẫn rất không cố định, do vậy nói quê quán Dương Quý phi ở Hoa Âm có thiên về mức võ đoán. Theo tiểu thuyết Dương Thái Chân ngoại truyện (楊太真外傳), Dương Ngọc Hoàn sinh ngày 1 tháng 6, tức 26 tháng 6 dương lịch, sinh ở huyện Đạo Giang thuộc đất Thục, tương đương với huyện Vĩnh Nhạc thuộc Bồ Châu. Đây cùng với hai sách Đường thư đều chép qua, và cũng là nguyên nhân nhiều người cho rằng Dương Quý phi cũng sinh ra và lớn lên ở đất Thục. Lại có cách nói Dương Quý phi người huyện Văn Hương (閿鄉) thuộc Quắc Châu (虢州; nay thuộc Bảo Định), đây là bởi vì Tổ phụ Dương Chí Khiêm (杨志谦; lại tên Hữu Lượng 友諒), Cao tổ phụ Dương Lệnh Bổn đều là người huyện Văn Hương.
Thời Gia Khánh, soạn ra Toàn Đường văn, ghi nhận "Dung châu Tăng Ninh huyện Dương phi bia ký" (容州曾宁县杨妃碑记) có xưng gọi Dương Ngọc Hoàn là người Dương Vệ, Dung Châu, tức nay thuộc huyện Dung, Khu tự trị dân tộc Choang Quảng Tây. Tuy nhiên, có nhận định đây chỉ là một dạng hư cấu của người đời sau thêm thắt.

## Nhập cung

### Nhập cung làm Đạo cô

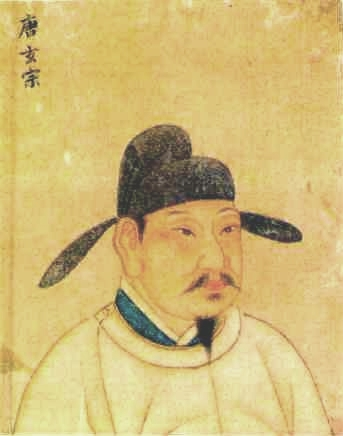
Đường Huyền Tông Lý Long Cơ, cũng gọi Đường Minh Hoàng.

Đời nhà Đường, Đường Huyền Tông Lý Long Cơ là một trong những vị Hoàng đế trị vì lâu hơn cả. Các phi tần được Huyền Tông sủng ái sinh cả thảy 59 người con, trong số đó có 30 trai và 29 gái. Phi tần được ông sủng ái nhất là Võ Huệ phi, một người cháu của Võ Tắc Thiên, khi đó lễ nghi trong cung của bà không khác gì Hoàng hậu, nhưng bà vẫn không được phong Hoàng hậu vì lẽ bà là người trong tộc họ Võ. Để an ủi bà, Huyền Tông đối với Huệ phi vượt hẳn hơn nhiều các phi tần khác. Với Đường Huyền Tông, Võ Huệ phi sinh được bảy con, trong đó Thọ vương Lý Mạo (李瑁) là người con trai duy nhất sống sót qua tuổi trưởng thành.
Năm Khai Nguyên thứ 21 (733), khi 14 tuổi, Dương Ngọc Hoàn lấy thân phận "Trưởng nữ của Hà Nam phủ Sĩ tào Tham quân Dương Huyền Diễn" mà được chọn làm Vương phi của Thọ vương Mạo, Dương Ngọc Hoàn do vậy trở thành Thọ vương phi (壽王妃). Năm thứ 25 (737), Võ Huệ phi đột ngột qua đời. Sau khi Huệ phi mất, Đường Huyền Tông thường hay buồn rầu, ngày nhớ đêm thương, lập Tập Linh đài để cầu siêu cúng vái cho vong hồn Huệ phi được sớm siêu thoát về cõi tiên. Cũng trong thời gian này ông gặp Dương phi.
Về việc gặp gỡ giữa Huyền Tông và Dương phi, rất ít tư liệu ghi lại. Sách Cựu Đường thư không nói Dương Ngọc Hoàn vốn là Thọ vương phi của Lý Mạo, mà chỉ ghi:「"Lại có lời tấu rằng con gái Huyền Diễm, tư sắc quan đại, nghĩ nên triệu kiến vào cung. Khi ấy Phi mặc y phục Đạo sĩ, hiệu là Thái Chân"」. Vào thời ấy, Dương phi là con dâu của Đường Huyền Tông, nếu Huyền Tông nạp Dương thị làm cung phi, tức là loạn luân, rất có thể Cựu Đường thư cố ý bỏ qua thông tin "Thọ vương phi", chỉ ghi như thể Huyền Tông nạp cung nhân bình thường. Trong sách Tân Đường thư, thông tin Dương Ngọc Hoàn là Thọ vương phi được ghi rõ, còn ghi có người tấu nói Dương Ngọc Hoàn vốn "Tư chất thiên đĩnh, đáng được sung nhập Dịch đình". Liền đó vào năm thứ 28 (740), tháng 10, lấy danh nghĩa cầu phúc cho Đậu Thái hậu, Huyền Tông yêu cầu Thọ vương phi Dương thị nhập cung với thân phận Đạo sĩ, hiệu Thái Chân.
Câu chuyện về Dương phi từ con dâu mà được Huyền Tông nhìn trúng, dĩ nhiên cũng có đủ phương thức lưu truyền. Trong đó có truyền thuyết lại nói: Một hôm, Cao Lực Sĩ đi qua phủ Thọ vương thấy Dương phi là giai nhân tuyệt sắc, tinh thông ca vũ bèn nghĩ rằng có lẽ mỹ nhân này thay được Võ Huệ phi. Nhân buổi hầu, Cao Lực Sĩ mật tấu với Huyền Tông, truyền đưa Dương Ngọc Hoàn vào Tập Linh đài để trông coi đèn nhang sớm hôm cầu nguyện cho Võ Huệ phi. Do đó, Thọ vương phi Dương thị phải vào Hoa Thanh cung, đến Tập Linh đài làm Nữ Đạo sĩ. Dương Ngọc Hoàn vốn có nhan sắc trời cho, lại tinh thông cầm kỳ thi họa, có thể vừa múa vừa hát, người đương thời từng gặp đều so sánh như tiên nữ xuống trần. Đường Huyền Tông trông thấy Dương phi, lập tức si mê ngay. Ông muốn nàng ta vào cung nhưng lại vướng ngại chuyện là con dâu. Cao Lực Sĩ bèn ngày đêm nghĩ ra cách đưa Vi thị làm Thọ vương phi thay thế, do đó Huyền Tông mới nạp Dương Ngọc Hoàn vào cung.

### Đắc sủng phong Quý phi

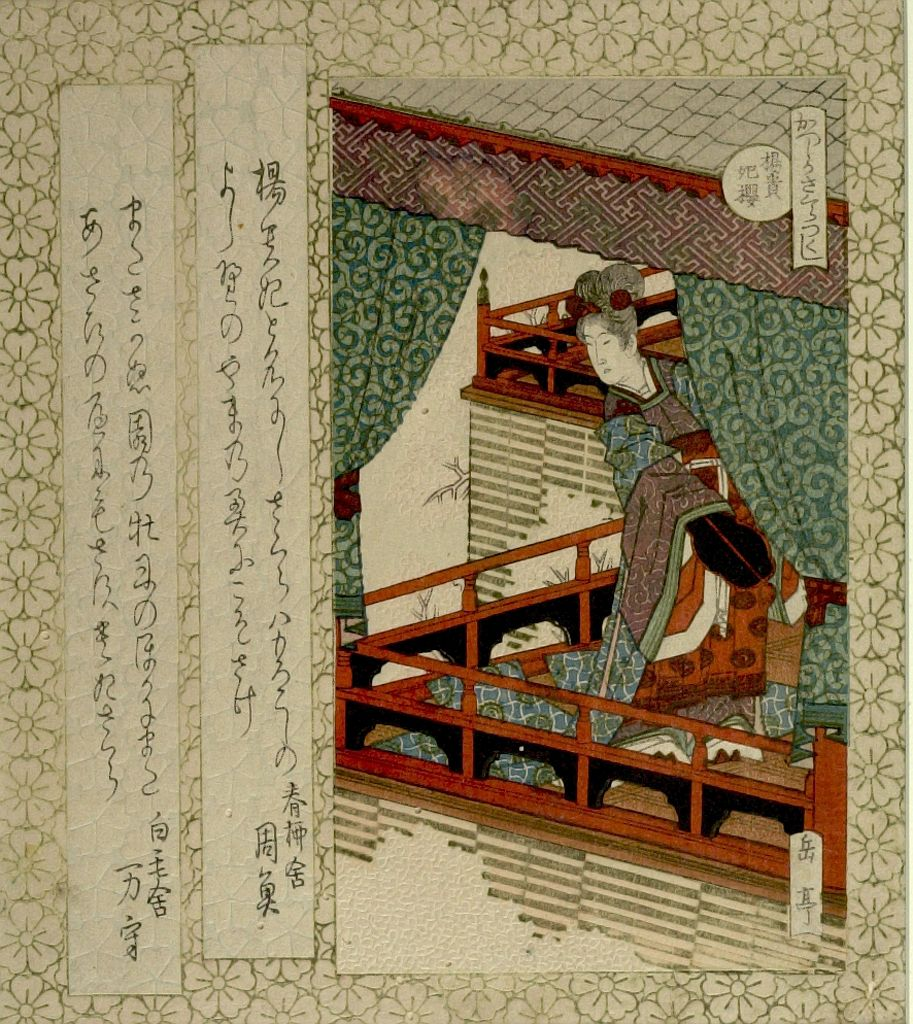
Dương Quý phi đang ngắm hoa anh đào trong tranh vẽ họa sĩ Nhật Bản, thời Edo.

Năm Thiên Bảo thứ 4 (745), tháng 7, Thọ vương Lý Mạo lấy con gái của Vi Chiêu Huấn (韋昭訓) làm kế phi. Không rõ thời gian mà Đường Huyền Tông ra chỉ cho Dương Thái Chân hoàn tục. Chỉ biết vào tháng 8, một tháng sau khi Lý Mạo lấy Vi thị, Hoàng đế ra ý chỉ phong Dương Ngọc Hoàn làm Quý phi, do vậy Dương Ngọc Hoàn trở thành [Thứ mẫu] của Lý Mạo.
Trong cung, Dương Quý phi được gọi là「Nương tử; 娘子」, theo lệ cũ của Võ Huệ phi mà được cung phụng đồ vật dụng không khác gì Hoàng hậu. Dương Quý phi rất khéo chiều chuộng vua, nên càng được vua yêu vì. Nàng lại tinh xảo về môn múa hát, thông cả các điệu nhạc, khôn ngoan hơn người. Nàng chỉ liếc mắt nhướng mày, là vua Huyền Tông mê tít. Vua giận hờn ai, nàng mỉm cười khóe mép là vua nguôi giận liền. Ngày đêm vua cứ ôm ghì lấy nàng, bỏ bê cả việc Triều đình, việc dân, việc nước. Dần dần nàng chiếm trọn cả trái tim và trí óc của Hoàng đế. Nàng muốn gì, vua cũng chiều. Nàng bảo gì vua cũng nghe. Nàng xin gì, vua cũng cho. Nàng sắp đặt việc triều chính thế nào, vua cũng chịu.  
Dương Quý phi hiển quý, nên gia đình bà cũng được gia ân. Đường Huyền Tông truy phong cha của Quý phi là Huyền Diễm làm Thái úy, tước Tề Quốc công (齊國公), mẹ được phong Lương Quốc phu nhân (凉國夫人), một người chú khác của Quý phi là Dương Huyền Khuê trở thành Quang lộc khanh, anh họ Dương Tiêm (楊銛) thụ phong Hồng lư khanh. Đường Huyền Tông còn cho lập từ đường họ Dương, được Huyền Tông đích thân ban chữ để soạn văn bia. 
Ba người chị của Quý phi, Huyền Tông nghe tiếng cũng có tài hoa nên đều được thiện đãi phong tước, còn gọi là Di (姨) như người nhà. Người lớn là Đại di, thụ phong Hàn Quốc phu nhân (韓國夫人), người thứ là Tam di thụ phong Quắc Quốc phu nhân (虢國夫人), và người nhỏ nhất (thứ 8 trong nhà) là Bát di thụ phong Tần Quốc phu nhân (秦國夫人). Ba vị phu nhân ra vào trong cung, nghi trượng người ngựa đều rất khuynh trời động đất, Huyền Tông còn đặc biệt mỗi tháng ban mấy quan tiền cho cả 3 vị phu nhân, lấy đó làm tiền mua son phấn tư trang. Gia tộc họ Dương mau chóng quý hiển tột bậc. Mỗi khi 3 vị phu nhân nhập triều, em gái của Huyền Tông là Ngọc Chân công chúa (玉真公主) cùng các vị mệnh phụ khác đều không dám tranh đường đi trước. Hai con gái của Huyền Tông, là Kiến Bình công chúa (建平公主) cùng Tín Thành công chúa (信成公主) đắc tội với Dương Quý phi, liền bị thu hồi ban thưởng. Phò mã đô úy Độc Cô Minh (独孤明) cũng bị miễn quan. Một vị Phò mã khác là Trình Xương Duệ (程昌裔), chồng của Quảng Bình công chúa (廣平公主), do bất bình với nhà họ Dương mà ẩu đả với gia nô nhà họ Dương, cuối cùng Huyền Tông tuy giết gia nô họ Dương nhưng cũng bãi miễn quan chức của Phò mã.
Vào thời điểm đó, Đường Huyền Tông đã 61 tuổi, còn Dương Quý phi cũng chưa đến 30 tuổi. Hoàng đế say đắm Dương Quý phi, chiều chuộng bà hết mực, như cuộc đi tắm suối của bà tại Hoa Thanh cung (華清宮) mỗi lần tốn hàng vạn bạc của quốc khố và làm chết hàng trăm mạng người, ông cũng thẳng tay, không chút tiếc rẻ. Dương Quý phi đã đẹp lại có tài chơi đàn tỳ bà, giỏi về âm nhạc. Bên cạnh âm nhạc, Dương Quý phi còn biết múa, lại đặt được nhiều khúc hát và điệu múa làm cho Huyền Tông càng thích thú say sưa hơn, nổi tiếng nhất chính là điệu múa 「Nghê thường vũ y khúc; 霓裳羽衣曲」 tương truyền do Đường Huyền Tông chế tác và Dương Quý phi đích thân múa, đây là một bản ca vũ huyền thoại được lưu truyền mãi về sau. Mỗi khi Huyền Tông đi ra ngoài, Quý phi không khi nào không tùy giá, xe ngựa đều do Cao Lực Sĩ đích thân cầm dây cương. Trong cung viện của Quý phi đều có tới 700 thợ làm dệt lụa may áo, thợ điêu khắc làm đồ đá đồ ngọc cũng hơn 100 người.
Theo Trịnh Xử Hối ghi chép trong "Minh Hoàng tạp lục", sau khi Quý phi được thụ phong không lâu, Lĩnh Nam có dâng một con chim anh vũ có thể bắt chước tiếng người, Huyền Tông và Quý phi rất ưa thích, gọi nó là Tuyết Hoa nữ (雪花女), kẻ hầu trong cung gọi thành Tuyết Hoa nương (雪花娘), cực kỳ tôn sùng và kính trọng không kém gì đối với Quý phi. Khi ấy, Đường Huyền Tông lệnh cho các thầy dạy ngôn ngữ trong cung tập cho con chim này nói tiếng người, liền khiến nó có thể ngâm nga thơ từ. Mỗi khi Huyền Tông đánh cờ cùng các Thân vương, gặp lúc bất lợi mà kẻ hầu không dám can, đều nói nhỏ con chim anh vũ này, nó sẽ bay ra quậy tung bàn cờ, giữ lại thể diện cho Huyền Tông. Về sau chim anh vũ bị diều hâu mổ chết, Huyền Tông và Quý phi làm hẳn một khu mộ cho nó, gọi là Anh Vũ trủng (鹦鹉冢). Thông qua câu chuyện về chim anh vũ nhỏ được Huyền Tông đặc biệt quý trọng, Trịnh Xử Hối cũng khẳng định được ân sủng mà Huyền Tông dành cho Dương Quý phi.

### Ngoại thích họ Dương
Khi ấy, một người anh họ cùng tổ phụ của Quý phi là Dương Chiêu được phong làm Tể tướng và được đổi tên là 「Quốc Trung; 國忠. Quốc Trung vốn không có học vấn, hay sa vào thú vui đánh bạc, nhưng do ảnh hưởng của Dương Quý phi mà bái làm Tể tướng, rồi vào triều cầm giữ triều chính. Sau thời thịnh trị Khai Nguyên, Đường Huyền Tông cao tuổi sa vào hưởng lạc, không còn nhiệt tình với chính sự, giao toàn quyền triều chính cho Dương Quốc Trung. Người đương thời đối với Dương Quốc Trung lộng quyền, ba vị phu nhân lấn át mệnh phụ công chúa trong cung cũng sinh ra oán hận đối với nhà họ Dương, cho là tà môn ngoại thích. Nhiều truyền thuyết cũng thêu dệt về Dương Quý phi tranh sủng, dung túng ngoại thích với hình ảnh không mấy hay ho.
Theo đà ân sủng không dứt của Dương Quý phi, hai con trai của Dương Quốc Trung, con thứ là Dương Xuất (杨昢) được gả con gái của Huyền Tông là Vạn Xuân công chúa (萬春公主), con cả là Dương Huyên (杨暄) được gả Diên Hòa quận chúa (延和郡主), một người em khác của Quý phi và Quốc Trung tên là Dương Giám (杨鑒) được gả Thừa Vinh quận chúa (承榮郡主). Đặc biệt là người con của Dương Huyền Khuê, tức cháu của Quý phi tên là Dương Kỹ (楊锜), được thụ phong Thị ngự sử và được gả Thái Hoa công chúa (太華公主), con gái của Huyền Tông với Võ Huệ phi. Do Võ Huệ phi khi ấy truy tặng Hoàng hậu, Thái Hoa công chúa chẳng khác Đích công chúa nên lễ nghi đều hơn các công chúa khác, Dương Kỹ được thơm lây, cùng công chúa được ban Giáp đệ ở tại trong cung. Khi đó, nhà họ Dương tổng cộng có 5 nhà đại diện, là nhà của 3 chị em họ Dương, nhà của Quốc Trung cùng nhà của Dương Kỹ (lại nói là nhà Dương Tiêm), được xưng gọi 「Ngũ gia; 五家」 hay 「Dương gia Ngũ trạch; 楊家五宅」, quyền thế ngút trời, từ trung ương đến địa phương, quan viên các cấp đều tranh nhau mang quà cáp và thiếp mời đến dòng dõi họ Dương, tấp nập vô cùng. Tương truyền mỗi khi Huyền Tông cùng Quý phi đến Hoa Thanh cung thì xe ngựa kẻ hầu của Ngũ gia đều hộ tống, tạo nên cảnh tượng "Ngũ gia hợp đội, Ngũ thải tân phân", trên đường đi đều rơi rớt châu báu lụa là quý hiếm, kẻ nghèo hèn tranh đến khói lửa mù mịt. Đương thời họ Dương được xưng 「Dương thị nhất môn thượng Nhị công chúa, Nhị quận chúa; 楊氏一門尚二公主、二郡主」, có thể nói khí thế không nhà nào sánh bằng. 
Các người con của 3 vị phu nhân tuy không được xem là "Dương gia" nhưng cũng là họ hàng có liên quan, trong đó con gái của Hàn Quốc phu nhân là Thôi thị được cưới làm Chính phi cho Quảng Bình vương Lý Thục - Hoàng trưởng tôn của Đường Huyền Tông, con trai của Quắc Quốc phu nhân là Bùi Huy (裴徽) được gả con gái của Lý Thục tức Diên An công chúa (延安公主), con trai của Tần Quốc phu nhân là Liễu Quân (柳鈞) được gả Trường Thanh huyện chúa (長清縣主), người chú của Liễu Quân là Liễu Đàm (柳潭) được gả con gái của Thái tử Lý Hanh tức Hòa Chính công chúa (和政公主). Về sau, Dương Tiêm và Tần Quốc phu nhân đều mất sớm, còn lại 2 vị phu nhân cùng nhà Dương Quốc Trung là thịnh sủng lâu nhất.
Trong thời gian nắm quyền, Dương Quốc Trung có mâu thuẫn gay gắt với An Lộc Sơn, đây có thể xem là mầm mống gây ra Loạn An Sử. Nguyên lai An Lộc Sơn là người Liễu Thành, tên thật là An Rokhan, người dân tộc Túc Đặc. Lộc Sơn nguyên mang họ Khang, nhưng sau đó bà mẹ cải giá với An Diên Yểm nên lấy họ An. Lộc Sơn là phiên âm tiếng Hán của chữ Lushi, theo tiếng bản tộc có nghĩa là "ánh sáng". Lộc Sơn đầu quân làm tướng nhà Đường, nhờ chiến đấu dũng cảm và tỏ ra trung thành nên nhanh chóng được thăng tiến. Từ năm Khai Nguyên thứ 28 (740) đến năm Thiên Bảo thứ 10 (751), An Lộc Sơn được thăng từ Đô đốc Doanh Châu lên Tiết độ sứ ba trấn Phạm Dương (范陽; nay là khu vực vành đai Bảo Định và Bắc Kinh), Hà Đông (河東; tương đương khu vực Sơn Tây, Trung Quốc) và Bình Lư (平盧; thuộc khu vực Triều Dương, tỉnh Liêu Ninh), nắm toàn bộ vùng Đông Bắc của Đại Đường khi đó. Tuy có trí thông minh nhưng An Lộc Sơn luôn tỏ ra vụng về ngốc nghếch khiến Đường Huyền Tông rất tin tưởng và nhận ông làm con nuôi. Dương Quý phi trở thành mẹ nuôi của Lộc Sơn, dù kém ông 16 tuổi. Mỗi khi vào cung bái kiến, An Lộc Sơn đều đến cung viện của Quý phi bái trước, sau mới đến bái Hoàng đế, Huyền Tông bèn hỏi vì sao, thì An Lộc Sơn đáp:「"Thần là người Hồ, mà người Hồ đặt mẹ ở trước cha"」, Huyền Tông cảm thấy An Lộc Sơn thật thà nên rất mừng, lệnh cho Dương Tiêm cùng các anh chị em họ Dương khác đều đối đãi với An Lộc Sơn như người nhà.  
Nhiều truyền thuyết nói rằng, chính từ lúc ra vào triều kiến Đường, An Lộc Sơn và Dương Quý phi bắt đầu có quan hệ lén lút, nhưng Huyền Tông không hề nghi ngờ mà càng thêm tín nhiệm Lộc Sơn. Thân hình An Lộc Sơn to béo bụng phệ, theo sử sách ghi lại thì người nặng tới 330 cân. Hoàng đế thấy vậy hỏi, Lộc Sơn lại mau miệng đáp rằng bụng to vì mang lòng trung với Thiên tử, Đường Huyền Tông nghe thế lại càng tin Lộc Sơn.

### Hai lần xuất cung
Bản thân Quý phi ỷ sủng thành kiêu ngạo, vào năm Thiên Bảo thứ 5 (750), rồi năm thứ 9 (754), từng hai lần cãi nhau với Huyền Tông, hậm hực ra khỏi cung. Tất cả các sách trên đều không nói cụ thể vì việc gì, riêng Tư trị thông giám nói Quý phi: ["Đố hãn bất tổn"; 妒悍不逊], nhưng cũng không giải thích chân tướng. Kết cuộc là Đường Huyền Tông vì thương nhớ Quý phi, tiếp tục gọi về, qua hai lần như vậy bà càng được sủng ái hơn trước.
- Năm Thiên Bảo thứ 5, tháng 7, là lần đầu tiên Dương Quý phi cậy sủng kiêu căng, đắc tội Huyền Tông nên bị đưa trả về nhà Dương Tiêm. Theo cả hai cuốn Đường thư, lần đầu tiên này sau khi đuổi Quý phi về, Đường Huyền Tông đều ăn uống không ngon. Cao Lực Sĩ biết ý Huyền Tông, xin ý đem những vật dụng trong viện của Quý phi cất lên xe trả về nhà họ Dương, cũng hơn trăm chiếc. Huyền Tông chưa từng ra lệnh này nên đại nộ quát mắng kẻ hầu dám đem đồ của Quý phi đi, thế là Cao Lực Sĩ nhận đó quỳ xuống thỉnh Huyền Tông đưa Quý phi về cung. Đêm đó, Cao Lực Sĩ theo cửa của An Hưng phường mà đưa Quý phi về cung, Quý phi dập đầu tạ tội Huyền Tông, từ đó ngày càng ân sủng không dứt[47][48]. Dương Tiêm vì vậy được thụ Tam phẩm, Thượng trụ quốc, nhà riêng được phép lắp vũ khí[49].
- Năm Thiên Bảo thứ 9, Dương Quý phi lại một lần nữa bị trục xuất trở về nhà ngoại. Có quan viên tên là Cát Ôn (吉溫) biết được việc này, tâu lên Huyền Tông rằng:「"Đàn bà là những người không có đầu óc nhìn xa, nay ngỗ ngược Thánh ý, là vì Quý phi hưởng quá nhiều ân sủng. Bệ hạ hà cớ gì còn lưu giữ lại, chi bằng lập tức ban chết, lại còn tiếc mà để Quý phi có thể về nhà, đem cái tiếng xấu ra ngoài sao?!"」. Nghe vậy Huyền Tông hơi có lay động, khi dùng Ngự thiện thì chia ra cho Quý phi một phần, lập tức lệnh cho Trung ngự sử Trương Thao Quang (張韜光) đến truyền đạt ngự ý, Quý phi lạy tạ nói:「"Thiếp trái Thánh ý, tội thực đáng chết. Đồ cụ trang phục, là do Thánh ân ban thưởng, chưa tiện lấy đi, chỉ có tóc là do cha mẹ để lại, là căn bản"」, nói xong thì Quý phi dùng đao cắt tóc, đưa lại cho Thao Quang, nhờ truyền đến Huyền Tông. Thấy đoạn tóc này của Quý phi, Huyền Tông hoảng sợ, vội sai Cao Lực Sĩ đưa về, ân sủng vẫn như trước[50]. Tân Đường thư ghi lại tương đối khác chi tiết một chút, còn ghi thêm rằng Cát Ôn dâng lời này là do cùng Dương Quốc Trung thông đồng, nhằm phục sủng cho Quý phi[51].

Cả hai lần Dương Quý phi bị đưa về nhà, trong các sách sử đều không nói rõ ràng nguyên nhân, đây dẫn đến nhiều suy đoán trong chuyện này. Ở lần thứ nhất, nhiều suy đoán liên quan đến việc Đường Huyền Tông vẫn còn sủng ái Mai phi, Dương Quý phi ghen mà thất thố, Huyền Tông thịnh nộ nên đuổi về. Tuy nhiên, Mai phi cho đến nay được xác định là nhân vật hư cấu, học giả Lỗ Tấn và Trịnh Chấn Đạc đều phủ nhận sự tồn tại của Mai phi, do vậy nguyên nhân này không xác thực. Nhưng khi ấy rất nhiều giai thoại về sự phong lưu của Huyền Tông, và hình ảnh "Mai phi" được tạo ra có lẽ là phóng tác hóa cụ thể sự đa tình này của Huyền Tông, nên cách nói Dương Quý phi "vì ghen mà lỗ mãng" vẫn thường được duy trì. Mà lần thứ hai xuất cung, là khi nhà họ Dương đang quá thịnh sủng, nhiều nhận định cho rằng Đường Huyền Tông căn bản chính là dùng chiêu "Giết gà dọa khỉ", răn đe ngoại thích, điều này cũng thể hiện cơ sở ở việc Dương Quốc Trung phải nhờ Cát Ôn khéo léo phục sủng cho Quý phi.

## Cái chết

### Ghi chép chính sử

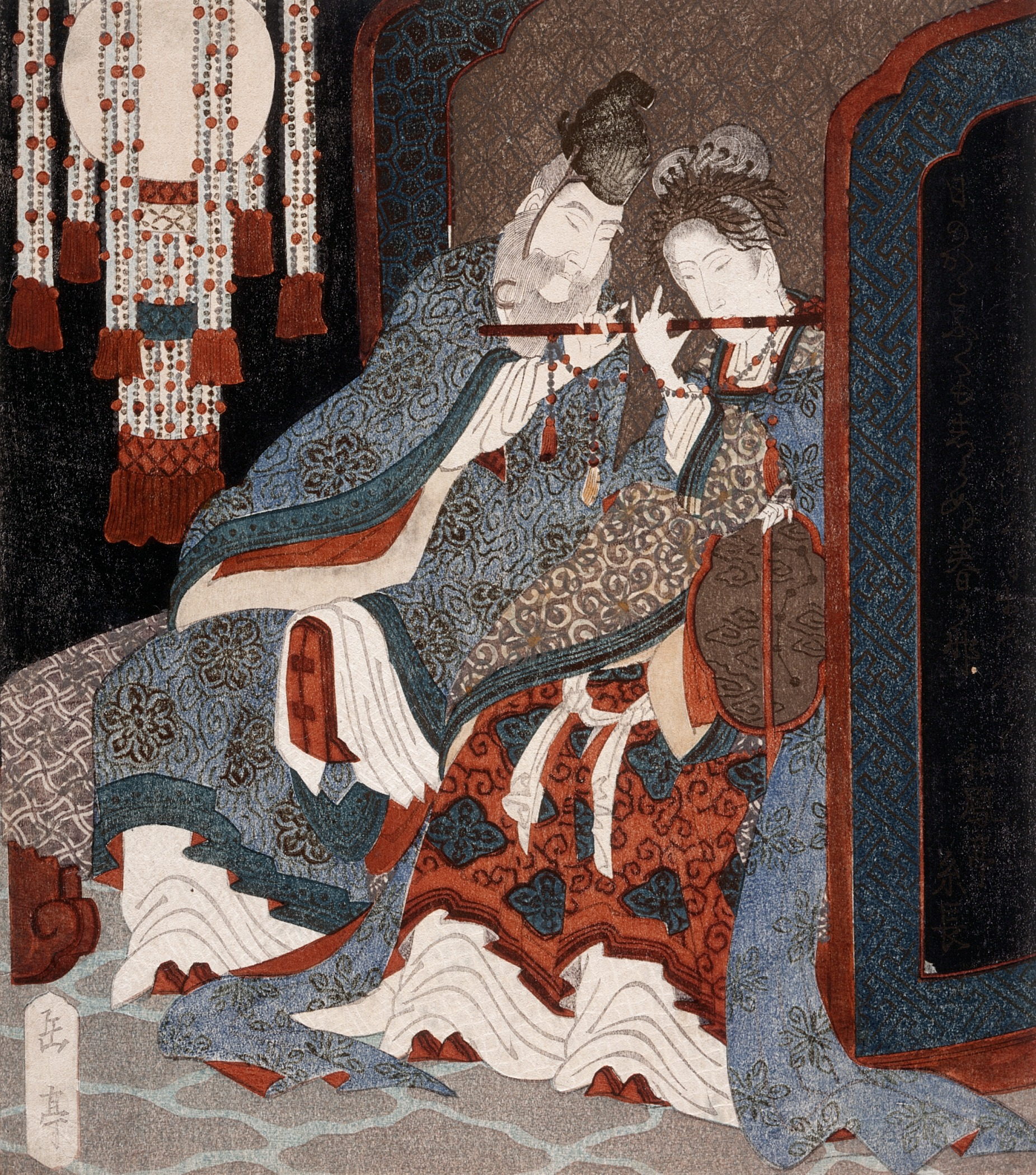
Tranh vẽ Dương Quý phi cùng Đường Huyền Tông hạnh phúc, bởi Yashima Gakutei.

Ngày Giáp Tý (9) tháng 11 năm Thiên Bảo thứ 14 (tức 16 tháng 12 năm 755), lấy danh 「Tru Quốc Trung, Thanh quân trắc」, An Lộc Sơn khởi binh từ Phạm Dương để đánh thẳng vào kinh đô Trường An, chính thức phản lại nhà Đường. Binh triều đại bại. Vào mùa hạ năm Thiên Bảo thứ 15 (756), quân của An Lộc Sơn tiến về Trường An. 
Trước tình thế nguy cấp, Dương Quốc Trung dâng hạ sách bắt người trấn giữ ải Đồng Quan là tướng Ca Thư Hàn phải xuất quân đánh An Lộc Sơn. Trong khi đó các tướng muốn phòng thủ phải chờ quân của Quách Tử Nghi và Lý Quang Bật đánh về. Ca Thư Hàn buộc phải ra quân, kết quả đại bại, 20 vạn quân bị giết, Hàn bị Sơn bắt sống. Quân Phiên khí thế hừng hạc đã tiến vào Tràng An. Đường Huyền Tông hoảng loạn, mệnh Thái tử Lý Hanh làm Thiên hạ Binh mã nguyên soái (天下兵馬元帥), lại muốn lệnh cho Thái tử điều hành triều chính, ý muốn thoái vị. Dương Quốc Trung hoảng sợ, cùng người họ Dương quỳ can, Dương Quý phi trong cung cũng phối hợp quỳ khóc, xin Huyền Tông đừng nghĩ chuyện nội thiền, cho nên Huyền Tông mới dừng ý này. 
Sau khi quân Phiên tiến quá sát Trường An, Đường Huyền Tông quyết định đem Dương Quý phi, nhà họ Dương cùng một số quần thần phải bỏ kinh thành chạy vào đất Thục. Tháng 6 (ÂL) năm ấy, mọi người đến Mã Ngôi Dịch (馬嵬驛; nay là Hưng Bình, Thiểm Tây), tạm dừng ở đây. Ngày Bính Thìn (tức ngày 15 tháng 7 dương lịch), Long Vũ đại tướng quân Trần Huyền Lễ không chịu đi nữa, vì lương thực đã hết, quân sĩ khổ nhọc mà Dương Quốc Trung và cả gia quyến đều no đủ sung sướng, nên họ nổi lên chống lại. Trần Huyền Lễ tâu:「"Bọn rợ Hồ phản nghịch, ý về Quốc Trung"」, sau đó cùng binh sĩ hô lớn: 「"Dương Quốc Trung cùng rợ Hồ mưu phản nghịch"」, liền lập tức truy lùng giết toàn bộ người nhà Dương Quốc Trung, bao gồm cả Hàn Quốc phu nhân cùng Quắc Quốc phu nhân. Dẫu vậy, binh sĩ vẫn hừng hực không chịu nguôi.
Lòng căm phẫn đối với họ Dương chưa tan, Trần Huyền Lễ dưới danh nghĩa tướng sĩ, đã bức Huyền Tông đem thắt cổ Dương Quý phi thì họ mới chịu phò trợ nhà Đường, Huyền Lễ đến trước Cao Lực Sĩ nói:「"Giặc vẫn còn đó"; 賊本尚在」, ám chỉ Quý phi, Lực Sĩ nghe xong liền vào tâu Huyền Tông. Nghe Quốc Trung đã chết, binh sĩ muốn giết luôn Quý phi nên Huyền Tông do dự, vào bên trong thì Cao Lực Sĩ lại khuyên: 「"Các tướng sĩ đã giết Quốc Trung, nếu để Quý phi còn hầu hạ trong cung, nhân tình sẽ không yên"」. Đường Huyền Tông không còn cách nào, đành ban một dải lụa trắng, cho Cao Lực Sĩ thắt cổ Quý phi tại bên dưới cây lê trong Phật đường. Năm ấy bà 38 tuổi. 

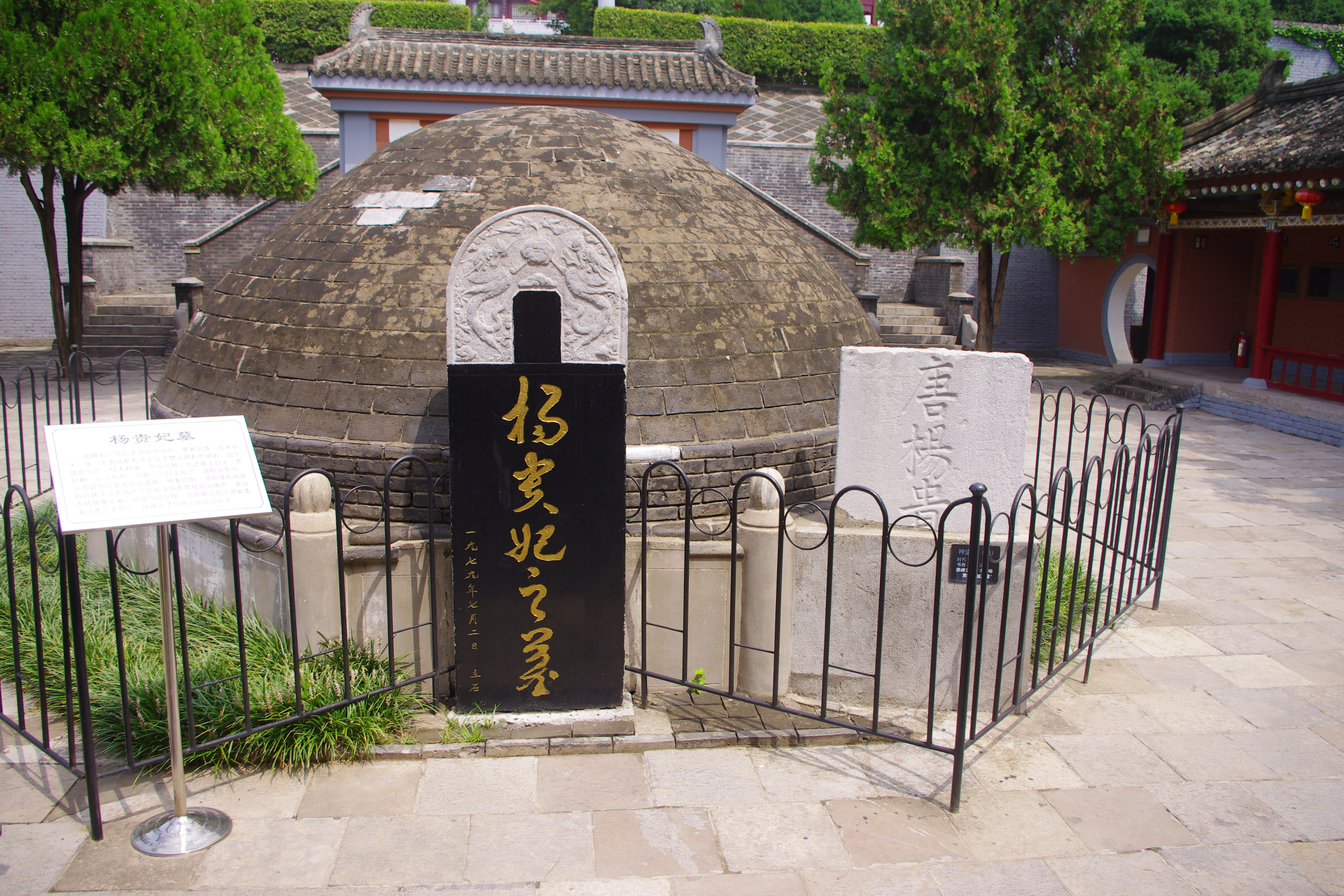
Mộ gió của Dương Quý phi, hiện ở trấn Mã Ngôi, Hưng Bình

Sau khi chết, xác của Dương Quý phi chỉ là chôn vội ven đường, sau đó binh lính hành quân tiếp. Năm Chí Đức thứ 2 (757), sau khi Quý phi mất được 2 năm, Đường Huyền Tông trở về Trường An, lúc này Thái tử Hanh đã lên ngôi và ông trở thành Thái thượng hoàng, ông lại muốn cải táng Quý phi cho tử tế hơn, Lễ bộ Thị lang Lý Quỹ (李揆) khuyên rằng: 「"Long Vũ tướng sĩ giết Quốc Trung, lấy danh nghĩa giúp nước trừ loạn. Nay cải táng Cố phi, sẽ khiến tướng sĩ lo sợ, lễ tang không thể hành"」. Do vậy, Đường Huyền Tông chỉ có mật lệnh Trung sử cải táng vào chỗ khác, không ai biết rõ là đâu. Lúc trước khi an táng Quý phi, người ta chỉ dùng vải đệm bao bọc, da thịt bây giờ đã hư, chỉ có túi thơm vẫn còn. Khi nội quan trình lên, Thượng hoàng nghe mà thống khổ thê lương, chỉ có thể họa lại tranh của Quý phi đặt trong biệt điện, ngày đêm đều ngắm, cho đến khi ông qua đời.
Hiện tại mộ của Dương Quý phi ở tỉnh Thiểm Tây, cách thành phố Tây An 60 km, trở thành điểm tham quan, du lịch, di sản văn hoá cấp tỉnh. Các du khách thường nghe theo truyền thuyết kể rằng, đất xung quanh nấm mộ của Dương Quý phi trắng đặc biệt, có tác dụng làm trắng da, nên du khách đến viếng mộ thường lấy ít đất xung quanh đem về thoa mặt. Nay để tránh phá hoại di tích, ban quản lý đã cho rào lại xung quanh khu mộ, và cấm du khách lấy đất về. Thực chất, đây chỉ là "Mộ gió", không có thi thể, để tưởng niệm mà thôi.

### Tương quan truyền thuyết

#### Chết ở Phật đường
Về cái chết của Dương Quý phi, hậu nhân vẫn còn truyền lại nhiều giả thiết về nơi chết của bà. Có người nói, Dương Quý phi khả năng chết ở Phật đường. Cựu Đường thư - Dương Quý phi truyện, Tư trị thông giám - Đường kỉ, các sách sử đều chép rằng Đường Huyền Tông lệnh Cao Lực Sĩ đem Dương Quý phi vào trong đại điện Phật, siết cổ chết ở dưới cây lê.
Tiểu thuyết 《Dương Thái Chân ngoại truyền》 ghi lại:「"Đường Huyền Tông cùng Dương Quý phi quyết biệt, bà “Khất dung lễ Phật”, Cao Lực Sĩ đem thắt cổ chết dưới cây lê"」.

#### Chết trong loạn quân
Dương Quý phi có thể trực tiếp bị chết trong khi phiến loạn. Vào năm Chí Đức thứ 2 (757), Đỗ Phủ ở Trường An làm bài Ai giang đầu, có một câu "Minh mâu hạo xỉ kim hà tại, huyết ô du hồn quy bất đắc", này ám chỉ Dương Quý phi bị giết chết, vẩy máu mà thành, chứ không phải bị thắt cổ.
Lý Ích Sở (李益所) làm thất tuyệt Quá Mã ngôi, có những câu Thác quân hưu tẩy liên hoa huyết hay Thái Chân huyết nhiễm mã đề tẫn, đều ám chỉ cùng một ý rằng Dương Quý phi chết vì bị kiếm bạo quân giết hại. Ngay cả Ôn Đình Quân trong bài Mã ngôi dịch cũng có:"Phản hồn vô nghiệm biểu yên diệt, mai huyết không sinh bích thảo sầu", đều lấy ý Dương Quý phi chết vì đao kiếm bạo quân.

#### Nuốt vàng mà chết
Một cách nói là Quý phi nuốt vàng mà chết, khá mới lạ, chỉ thấy trong bài Mã ngôi hành của Lưu Vũ Tích.
| 绿野扶风道，黄尘马嵬行，路边杨贵人，坟高三四尺。 乃问里中儿，皆言幸蜀时，军家诛佞幸，天子舍妖姬。 群吏伏门屏，贵人牵帝衣，低回转美目，风日为天晖。 贵人饮金屑，攸忽舜英暮，平生服杏丹，颜色真如故。 | Lục dã phù phong đạo, hoàng trần mã ngôi hành, lộ biên dương quý nhân, phần cao tam tứ xích. Nãi vấn lí trung nhi, giai ngôn hạnh thục thời, quân gia tru nịnh hạnh, thiên tử xá yêu cơ. Quần lại phục môn bình, quý nhân khiên đế y, đê hồi chuyển mỹ mục, phong nhật vi thiên huy. Quý nhân ẩm kim tiết, du hốt thuấn anh mộ, bình sinh phục hạnh đan, nhan sắc chân như cố. |

#### Lưu lạc dân gian
Còn có người cho rằng, Dương Quý phi vẫn chưa chết ở Mã Ngôi Dịch, mà là lưu lạc vào dân gian.
Nhà thơ Du Bình Bá (俞平伯) trong "Luận thơ từ khúc tạp" (论诗词曲杂著), lấy Trường hận ca của Bạch Cư Dị và Trường hận ca truyện của Trần Hồng (陳鴻) làm khảo chứng. Ông cho rằng Trường hận ca cùng Trường hận ca truyện cơ bản bổn ý, có một hàm xúc khác. Lúc ấy sáu quân bất ngờ làm phản, Quý phi bị ép chết, trong thơ nói rõ Đường Huyền Tông “Cứu không được”, cho nên việc ban chiếu chỉ trong chính sử ghi lại, xét vào lúc ấy tuyệt sẽ không có. Trong Trường hận ca truyện của Trần Hồng còn có ghi rõ "Sai người dắt nàng đi", chứng tỏ Quý phi đã được Huyền Tông ngầm sai người đưa đi trốn.
Trong Trường hận ca, sau khi Đường Huyền Tông hồi loan, sai người cải táng, thì nói là "Mã ngôi pha hạ nê trung thổ, bất kiến ngọc nhan không tử xử", thi cốt đều tìm không thấy, càng làm tăng thêm nghi vấn rằng Quý phi không chết ở Mã Ngôi Dịch.

#### Đến ngoại quốc xa xôi
Có thuyết nói rằng, Dương Quý phi được Trần Huyền Lễ và Cao Lực Sĩ bí mật bảo hộ, lệnh một thị tì chết thay và sắp xếp cho bà lên thuyền, bỏ trốn sang sống tại Nhật Bản cho đến khi mất ở tuổi 60. Tại Nhật Bản khi ấy là Thời Nara, Dương Quý phi được Thiên hoàng Kōken trọng thể đón tiếp.
Trong văn hóa Nhật Bản, Dương Quý phi rất được tôn sùng và hiện nay vẫn còn rất nhiều vở Noh, Kabuki hay tranh họa nói về câu chuyện của bà và Đường Huyền Tông. Trong tiếng Nhật, bà được gọi là Yokihi (Kana: ようきひ). Có thuyết thì cho rằng, nàng đã sang Hàn Quốc (xưa gọi là Cao Ly). Các thuyết này đều được dùng trong các tác phẩm thi ca, nhằm tôn vinh câu chuyện giữa Đường Huyền Tông và Dương Quý phi, điển hình là Trường hận ca của Bạch Cư Dị, Trường hận ca truyện (長恨歌傳) của Trần Hồng,...

## Các điển tích

### Phi tử tiếu

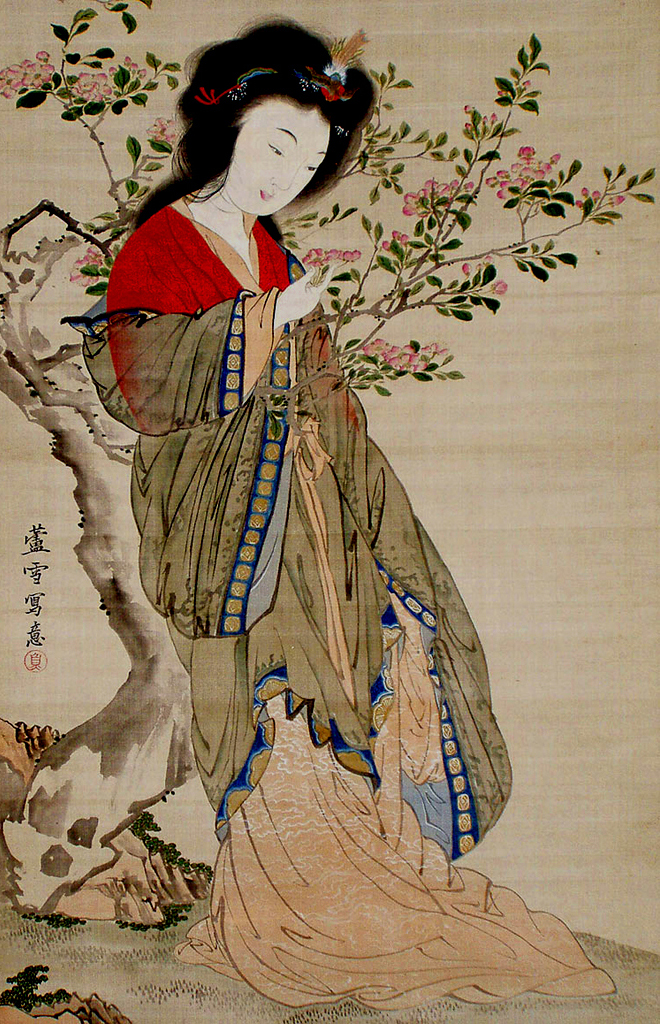
Tranh vẽ Dương Quý phi của Nagasawa Rosetsu.

Dương Quý phi rất thích ăn vải, tiếng Trung gọi là Lệ chi (荔枝). Đường Huyền Tông lệnh cho người phóng ngựa từ Lĩnh Nam (có thuyết là từ Tứ Xuyên, hoặc Phúc Kiến) đem về dâng cho Quý phi ăn. Trên đường đi, cứ mỗi 5 dặm, 10 dặm, lại đặt một trạm luân chuyển nhanh, theo đường thủy, đường bộ cứ thế thay phiên nhau, đem về quả lệ chi tươi ngon nhất.
Ngoài lệ chi ra, những vùng Phúc Kiến, Tứ Xuyên còn dâng lên một loại rượu làm từ sương (Cam lộ; 甘露), dâng lên cho Huyền Tông dùng. Loại rượu thanh đạm tuyệt thế, được xưng là Mĩ tửu. Khi đó, Dương Quý phi ở Hoa Thanh cung (華清宮) dùng trái vải, Đường Huyền Tông uống rượu ngon, hoang lạc một thời, nên có câu Hoa Thanh sinh ca nghê thường túy, Quý phi bả tửu lộ nùng tiếu, loại rượu tiến cống từ đó được gọi là Lộ nùng tiếu (露浓笑).
Thi sĩ Đỗ Mục có bài Quá Hoa Thanh cung - 過華清宮, trong đó có câu: Nhất kị hồng trần phi tử tiếu, Vô nhân tri thị lệ chi lai (一騎紅塵妃子笑, 無人知是荔枝來), chính là dựa vào điển tích này.

### Quý phi túy tửu
Dương Quý phi cũng là người ham rượu và là tay uống rượu có hạng. Tương truyền, bà thường cùng Huyền Tông đối ẩm trong những bữa tiệc triền miên. Đường Huyền Tông còn sai thợ khéo làm riêng một chiếc cốc đặc biệt cho nàng. Một hôm, Đường Huyền Tông hẹn hò với Quý phi, ra lệnh cho mở tiệc tại Bách Hoa đình (百花亭), để cùng đi ngắm hoa cùng uống rượu. Hôm sau, Dương Quý phi đến Bách Hoa Đình trước, chuẩn bị đầy đủ bữa tiệc. Ai ngờ chờ mãi không thấy đâu, đến khi nghe báo rằng Hoàng đế đang vui thú triệu hạnh Mai phi, Dương Quý phi nghe vậy rất đau buồn, không muốn sống nữa.
Vào lúc đó Dương Quý phi nổi tiếng có tính hẹp hòi hay ghen, mà phụ nữ trong trường hợp đợi chờ, rất dễ bộc lộ cái tính lẳng lơ. Trong lòng đang tình tứ đầy ắp, mà lại không có chỗ nào để khuây khỏa được ngay, thế là bà liền uống rượu để giải sầu, chỉ ba ly vào là đã say, tình tứ tràn trề, không kiềm chế được mình. Thế là bà liền lờ đi tất cả, ưỡn ẹo khiêu dâm, làm những động tác say rượu trước mặt hai Thái Giám là Cao Lực Sĩ và Bùi Lực Sĩ, để thỏa mãn dục vọng trong mình, mãi cho đến khi mệt lử rồi mới chịu trở về cung.
Điển tích trên được gọi là Quý phi túy tửu (貴妃醉酒; tức Quý phi say rượu), là một trong những điển tích nổi tiếng nhất liên quan đến Dương Quý phi, đặc biệt nổi tiếng trong giới Kinh kịch. Điển tích này nổi tiếng đến nỗi thường hay được lấy ra để diễn tả trên sân khấu và được xem là một trong những vở kinh điển nhất liên quan đến bà.

### Thủ thuật làm đẹp

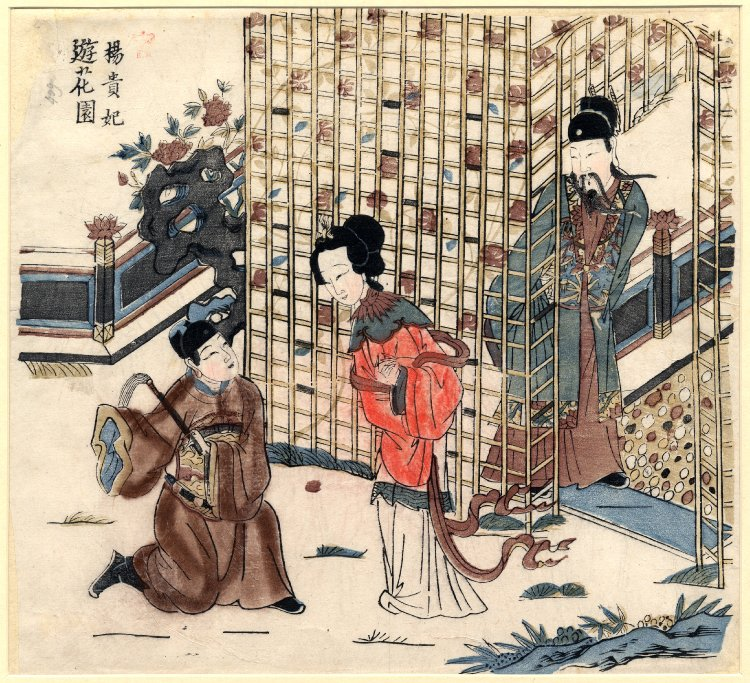
Tranh khắc gỗ Dương Quý phi.

Dương Quý phi rất sợ Huyền Tông sủng ái mỹ nhân khác nhưng không toan tính đến việc dùng thủ đoạn, vũ lực tranh giành mà chỉ tận dụng triệt để sức mạnh nhan sắc vô cùng quyến rũ, xinh đẹp của mình.
Dương Quý phi giữ gìn thân thể rất cẩn thận, không như các bà hoàng khác được phú quý giàu sang thì ăn uống thỏa thuê, mất hết vẻ duyên dáng trước kia.
Để có được thân hình đẹp với bộ ngực nảy nở luôn làm Đường Huyền Tông mê mẩn, Dương Quý phi rất chịu khó tìm tòi các phương pháp làm đẹp. Theo truyền thuyết dân gian để lại, bà đã tạo ra rất nhiều bí quyết làm đẹp cho riêng mình.
Một trong những loại trái cây mà các cung nữ phải thường xuyên mang tới cho Dương Quý phi là đu đủ. Ban đầu, đám cung nữ chỉ nghĩ đơn giản rằng chủ nhân thích ăn loại quả này chứ không hề biết đây chính là phương pháp chăm sóc đôi gò bồng đảo của mỹ nhân. Ngoài việc ăn nhiều đu đủ sống, Dương Quý phi còn sai các nô tì nấu canh đu đủ xanh để uống hàng ngày.
Một phương pháp tăng kích cỡ vòng một khác mà Dương Quý phi đã sử dụng là xoa bóp ngực, tương đối được truyền tụng nhiều nhất. Sau khi tắm xong, Dương Quý phi sai một nô tỳ xoa bóp vùng ngực cho mình. Việc xoa bóp sau khi tắm có thể kích thích lưu thông máu vùng ngực, giúp ngực khỏe mạnh và săn chắc. Người dân thời bấy giờ còn đồn rằng, sở dĩ Dương Quý phi vẫn giữ được vóc ngọc thân ngà, làn da trắng muốt và mịn màng là nhờ ở phương pháp bí truyền, tắm bằng sữa dê pha với tinh chất các loại hoa quý và một số dược chất đặc biệt. Dương Quý phi còn thường xuyên đến suối nước nóng ở Ly Sơn để ngâm mình, giữ gìn làn da không bị nếp nhăn tàn phá. 
Bà cũng rất chú ý tới việc trang điểm, tuy không để son phấn làm át đi vẻ đẹp tự nhiên nhưng cũng không bao giờ để mặt mộc khi đối diện với hoàng đế.
Tương truyền, quần áo của Dương Quý phi nhiều không tả xiết bởi vì mỗi bộ mỹ nhân này chỉ mặc vài ba lần rồi thay đổi bằng bộ khác với dáng vẻ, màu sắc và loại tơ lụa khác đi. Với các trang phục tốn kém ấy, cùng những đồ trang sức xinh đẹp, quý giá, hầu như bao giờ Dương Quý phi cũng là người mới trước mặt Huyền Tông. Tuy nhiên, chính sắc đẹp của bà chính là dấu mốc khởi đầu cho sự suy vong của nhà Đường vốn đang thịnh trị thời Đường Huyền Tông Lý Long Cơ.
Thời Dương Quý phi cũng là giai đoạn cao trào làm đẹp của nữ nhân thời Đường bằng ấn chu sa. Tương truyền rằng, sau một tai nạn, Thượng Quan Uyển Nhi bị sẹo ngay giữa trán, khi sẹo lành tạo thành hình như búp sen nên bà đã vẽ thành bông hoa sen trên trán. Sau này, ấn ký này được lưu truyền như một phương thức trang điểm đặc trưng cho phụ nữ thời bấy giờ. "Ấn ký" này càng khiến vẻ đẹp kiêu sa, thanh thoát của Dương Quý phi thêm phần cốt cách tiên tử, khiến hoàng thượng mê đắm. Kể từ sau đó, trong các dịp đặc biệt, phụ nữ thời Đường thường vẽ lên trán một chấm tròn hay hình đôi cánh hoặc cánh hoa đơn giản. Phụ nữ có địa vị càng cao thì tạo hình chu sa trên trán càng cầu kỳ, phức tạp. Các tân nương trong ngày cưới cũng sẽ được vẽ một bông hoa lên trán.

## Vẻ đẹp trong thơ ca

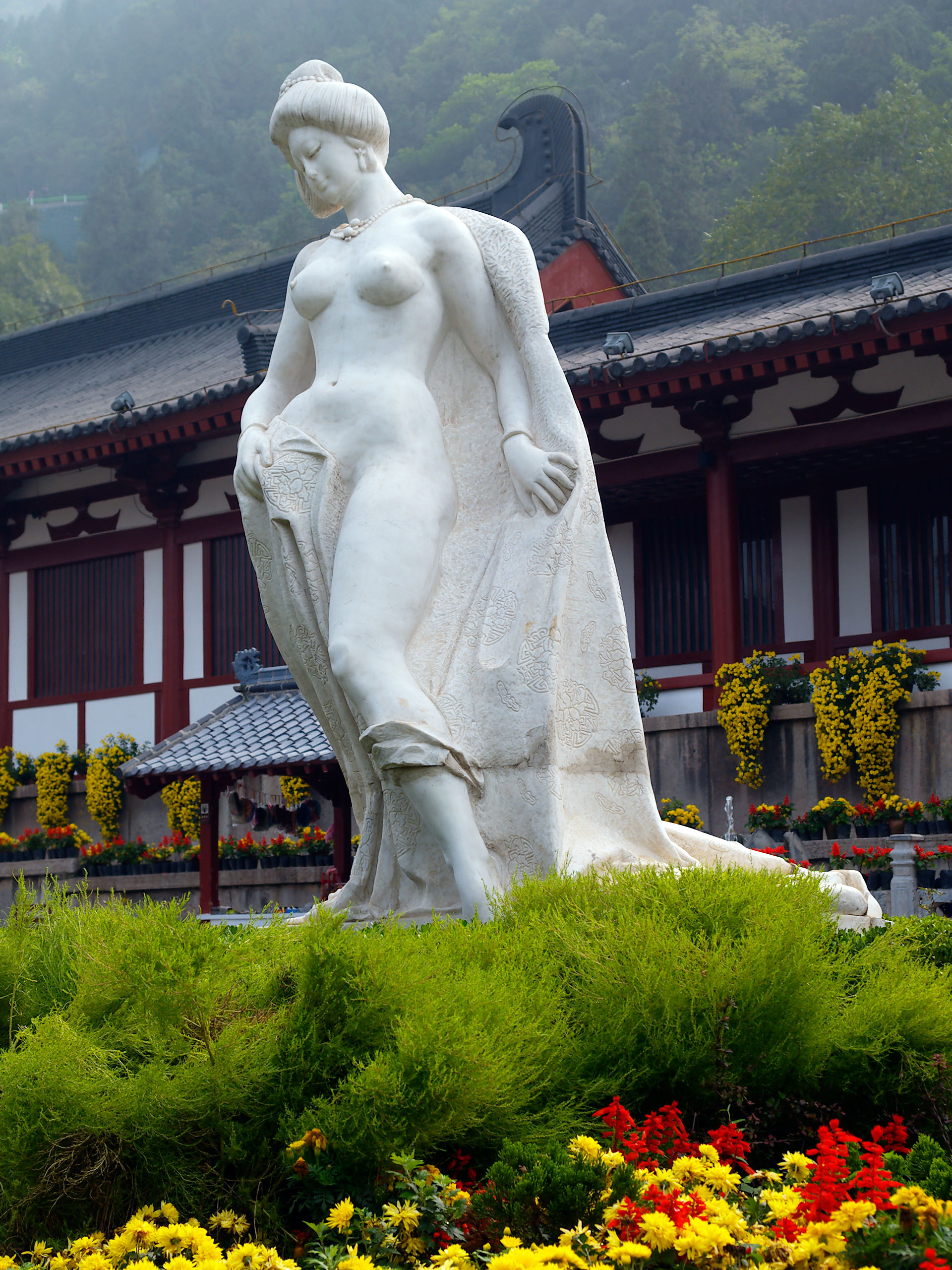
Tượng Dương Quý phi tại Hoa Thanh Trì.

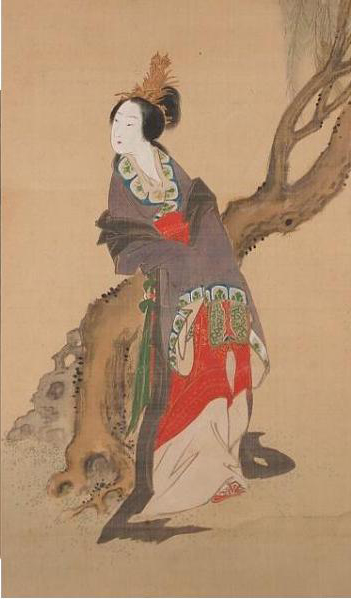
Nàng Dương Quý phi, vẽ bởi Chikutō Nakabayashi.

Theo sử sách, vào đời Đường, phụ nữ được cho là đẹp, hấp dẫn thì phải tròn trịa, mập mạp. Trong tục ngữ, thành ngữ tiếng Hoa ngày nay vẫn còn câu: Yến sấu Hoàn phì (燕瘦環肥) hay Hoàn phì Yến sấu (環肥燕瘦). Tức là Yến ốm Hoàn mập, Yến là chỉ người đẹp thời Hán: Triệu Phi Yến, Hoàn là chỉ Dương Quý phi thời Đường, ý câu thành ngữ là mỗi người một vẻ đẹp khác nhau. Thực sự tranh vẽ Dương Quý phi đời trước chỉ phù hợp với thẩm mỹ thời Đường khác thời nay rất nhiều.
Dương Quý phi có sắc đẹp được ví là Tu hoa, nghĩa là khiến hoa phải xấu hổ. 
Sau khi vào cung, Dương Quý phi tư niệm cố hương. Ngày kia, nàng đến hoa viên thưởng hoa giải buồn, nhìn thấy hoa Mẫu Đơn, Nguyệt Quý nở rộ, nghĩ rằng mình bị nhốt trong cung, uổng phí thanh xuân, lòng không kìm được, buông lời than thở: "Hoa à, hoa à! Ngươi mỗi năm mỗi tuổi đều có lúc nở, còn ta đến khi nào mới có được ngày ấy?". Lời chưa dứt lệ đã tuôn rơi, nàng vừa sờ vào hoa, hoa chợt thu mình, lá xanh cuộn lại. Nào ngờ, nàng sờ phải là loại hoa trinh nữ (cây xấu hổ). Lúc này, có một cung nga nhìn thấy, người cung nga đó đi đâu cũng nói cho người khác nghe việc ấy. Từ đó, mọi người gọi Dương Quý phi là "tu hoa".
Truyền kỳ về Dương Quý phi đã đi vào rất nhiều thơ ca của nhiều thế hệ. Thi hào Lý Bạch có ba bài Thanh bình điệu ca tụng sắc đẹp của Dương Quý phi. Bài đầu tiên:
| 清平調其一 ... 雲想衣裳花想容， 春風拂檻露華濃。 若非群玉山頭見， 會向瑤臺月下逢。 | Thanh bình điệu kỳ 1 ... Vân tưởng y thường, hoa tưởng dung, Xuân phong phật hạm, lộ hoa nùng. Nhược chi quần ngọc sơn đầu kiến, Hội hướng Đao đài nguyệt hạ phùng. | Ngô Tất Tố dịch ... Thoáng bóng mây hoa, nhớ bóng hồng. Gió xuân dìu dặt giọt sương trong Ví chăng non ngọc không nhìn thấy, Dưới nguyệt đài Dao thử ngóng trông. |

| 清平調其二 ... 一枝紅艷露凝香， 雲雨巫山枉斷腸。 借問漢宮誰得似， 可憐飛燕倚新粧。 | Thanh bình điệu kỳ 2 ... Nhất chi hồng diễm lộ ngưng hương, Vân vũ Vu Sơn uổng đoạn trường. Tá vấn Hán cung thuỳ đắc tự, Khả liên Phi Yến ỷ tân trang. | Ngô Tất Tố dịch ... Hương đông mọc đượm một cành hồng, Non Giáp mây mưa những cực lòng. Ướm hỏi Hán cung ai màng tượng, Điểm tô nàng Yến mất bao công. |

| 清平調其三 ... 名花傾國兩相歡， 長得君王帶笑看。 解釋春風無限恨， 沉香亭北倚闌幹。 | Thanh bình điệu kỳ 3 ... Danh hoa khuynh quốc lưỡng tương hoan, Trường đắc quân vương đới tiếu khan. Giải thích xuân phong vô hạn hận, Trầm Hương đình bắc ỷ lan can. | Ngô Tất Tố dịch ... Sắc nước hương trời khéo sánh đôi, Quân vương nhìn ngắm những tươi cười. Sầu xuân man mác tan đầu gió, Cửa bắc đình Trầm đứng lả lơi. |

Thi sĩ nổi tiếng Lý Thương Ẩn cũng sáng tác 2 kỳ Mã ngôi để nói về bà:
| 馬嵬其一 ... 冀馬燕犀動地來， 自埋紅粉自成灰。 君王若道能傾國， 玉輦何由過馬嵬。 | Mã ngôi kỳ 1 ... Ký mã Yên tê động địa lai, Tự mai hồng phấn tự thành hôi. Quân vương nhược đạo năng khuynh quốc, Ngọc liễn hà do quá Mã Ngôi. | Dịch thơ ... Ngựa Ký sừng Yên động đất trời, Tự vùi nhan sắc, tự chơi vơi. Quân vương nếu biết điều khuynh quốc, Ngọc liễn cớ gì đến Mã Ngôi? |

| 馬嵬其二 ... 海外徒聞更九州， 他生未卜此生休。 空聞虎旅鳴宵柝， 無複雞人報曉籌。 此日六軍同駐馬， 當時七夕笑牽牛。 如何四紀為天子， 不及盧家有莫愁？ | Mã ngôi kỳ 2 ... Hải ngoại đồ văn cánh cửu châu, Tha sinh vị bốc, thử sinh hưu. Không văn hổ lữ minh tiêu tích, Vô phục kê nhân báo hiểu trù. Thử nhật lục quân đồng trú mã, Đương thời thất tịch tiếu Khiên Ngưu. Như hà tứ kỷ vi thiên tử, Bất cập Lư gia hữu Mạc Sầu. | Dịch thơ ... Ngoài bể nghe đồn có chín châu, Kiếp này chưa chắc, chắc chi sau? Chỉ nghe hổ lữ đêm khua mõ, Nào thấy kê nhân sáng gọi chầu. Đương độ lục quân cùng đóng ngựa, Nhớ đêm thất tịch ngửng cười Ngâu. Than ôi, bốn kỷ trên ngôi báu, Mà kém nhà Lư có Mạc Sầu. |

Thi sĩ Bạch Cư Dị có bài Trường hận ca nổi tiếng kể về chuyện tình giữa bà và Đường Huyền Tông.

## Hội họa

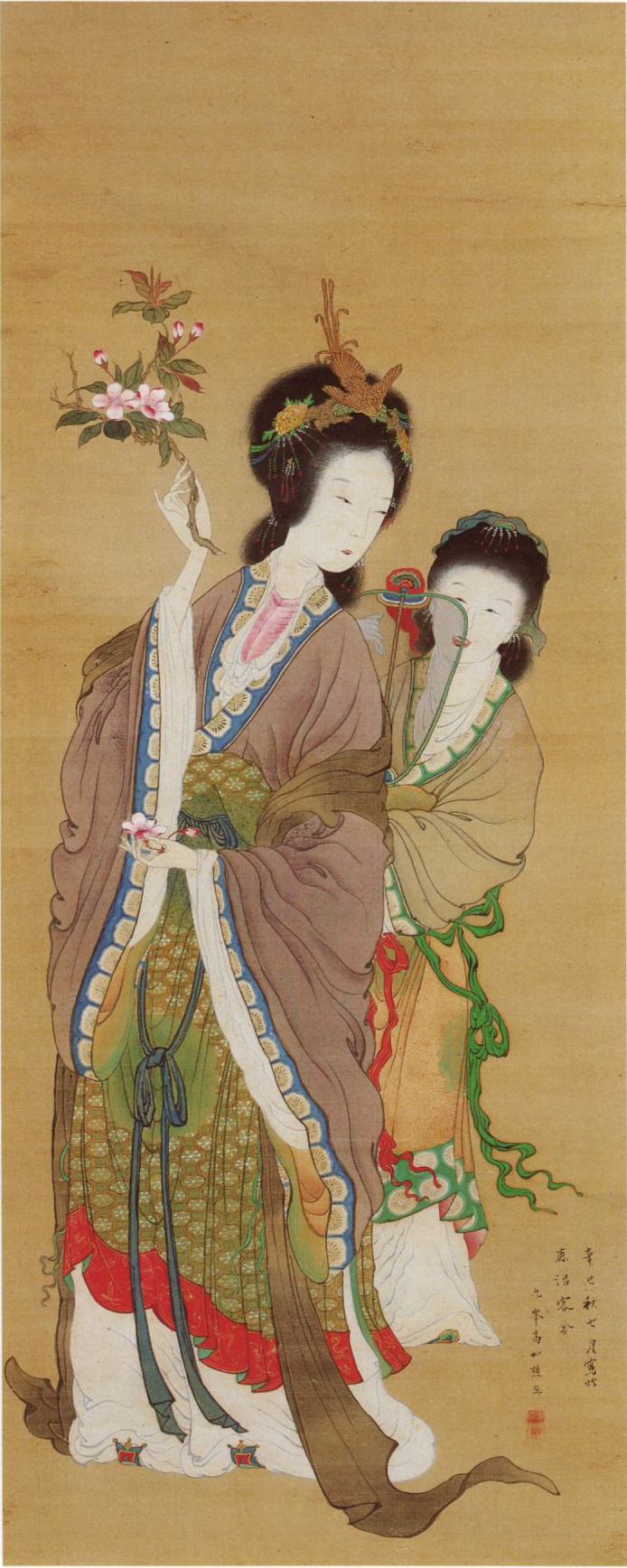
Dương Quý phi, tranh lụa của Takaku Aigai tại bảo tàng mỹ thuật SEIKADO BUNKO.
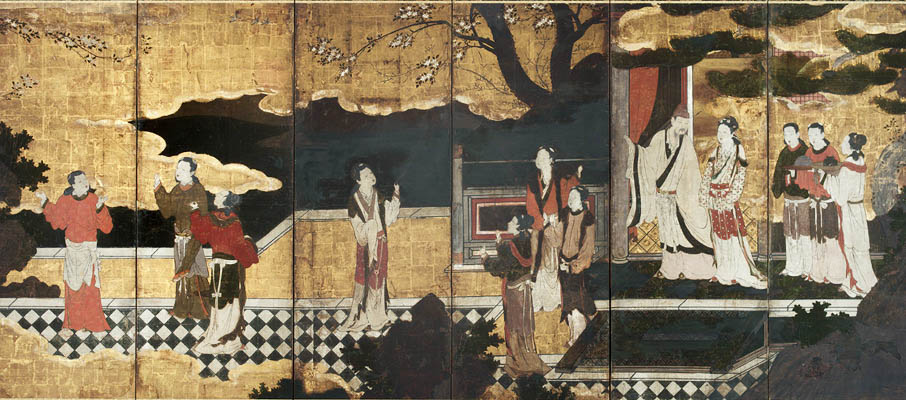
Đường Huyền Tông và Dương Quý phi, đứng trên sân thượng. Tranh vẽ bởi Kanō Eitoku (1543–1590).
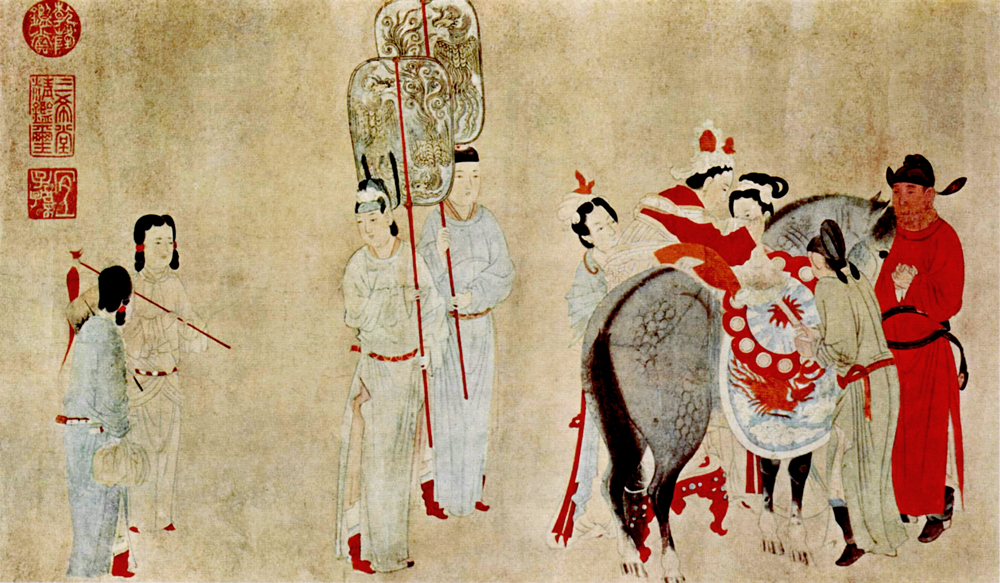
Dương Quý phi cưỡi ngựa, tranh của Tiền Tuyển (钱选).
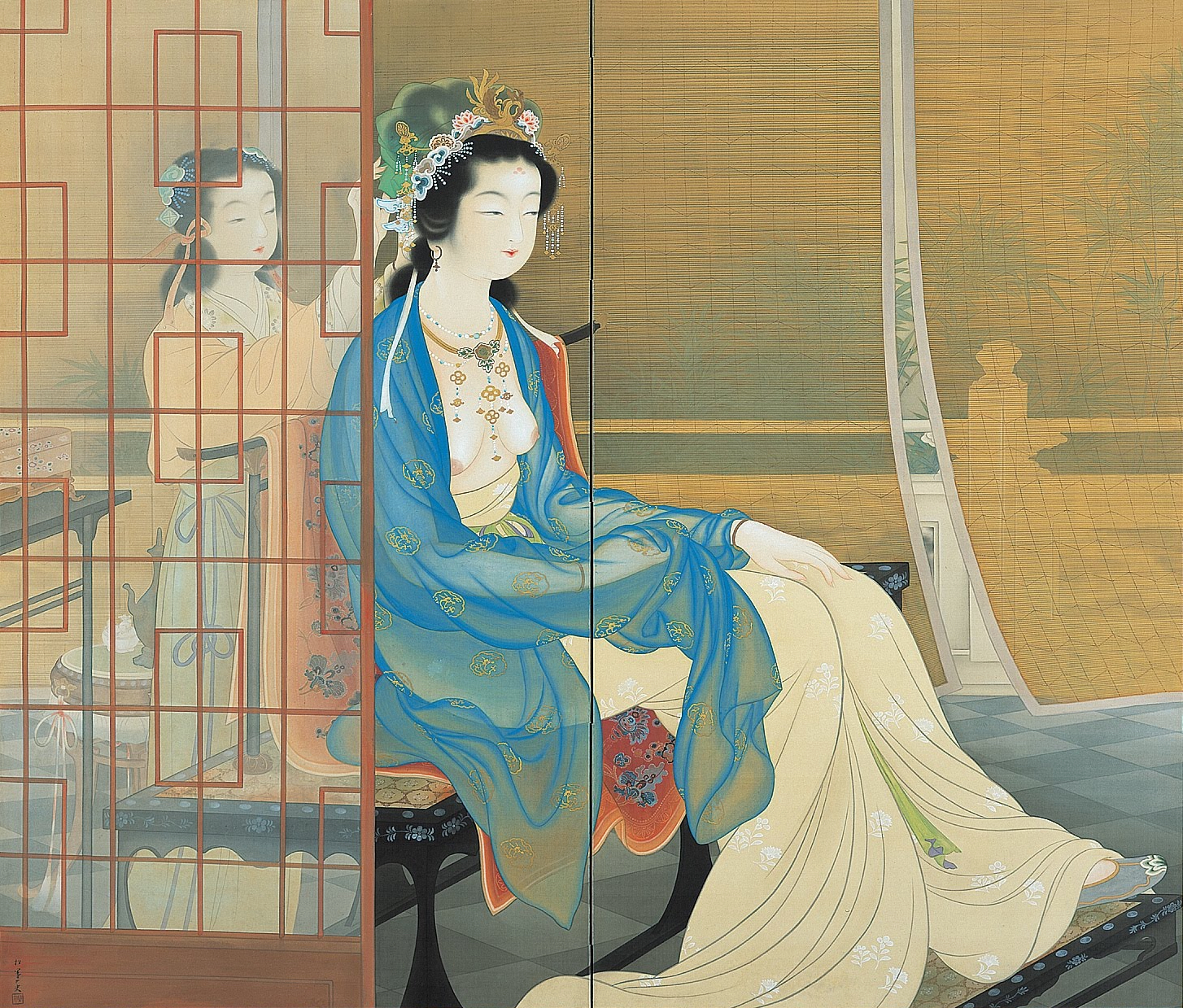
Dương Quý phi, vẽ bởi Uemura Shoen.
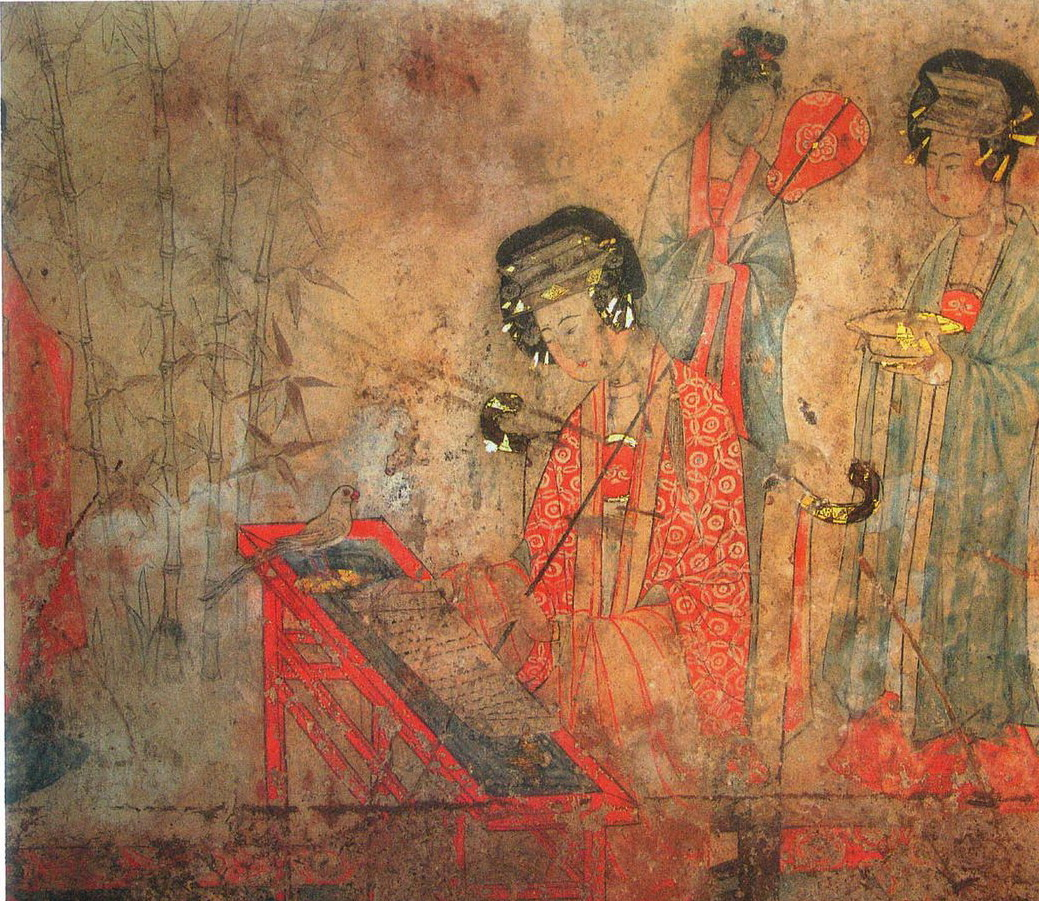
Bích họa mộ thời nhà Liêu tại Bảo Sơn, tên gọi Dương Quý phi giáo anh vũ tụng kinh đồ (楊貴妃敎鸚鵡頌經圖)

## Trong văn hóa đại chúng

### Phim điện ảnh

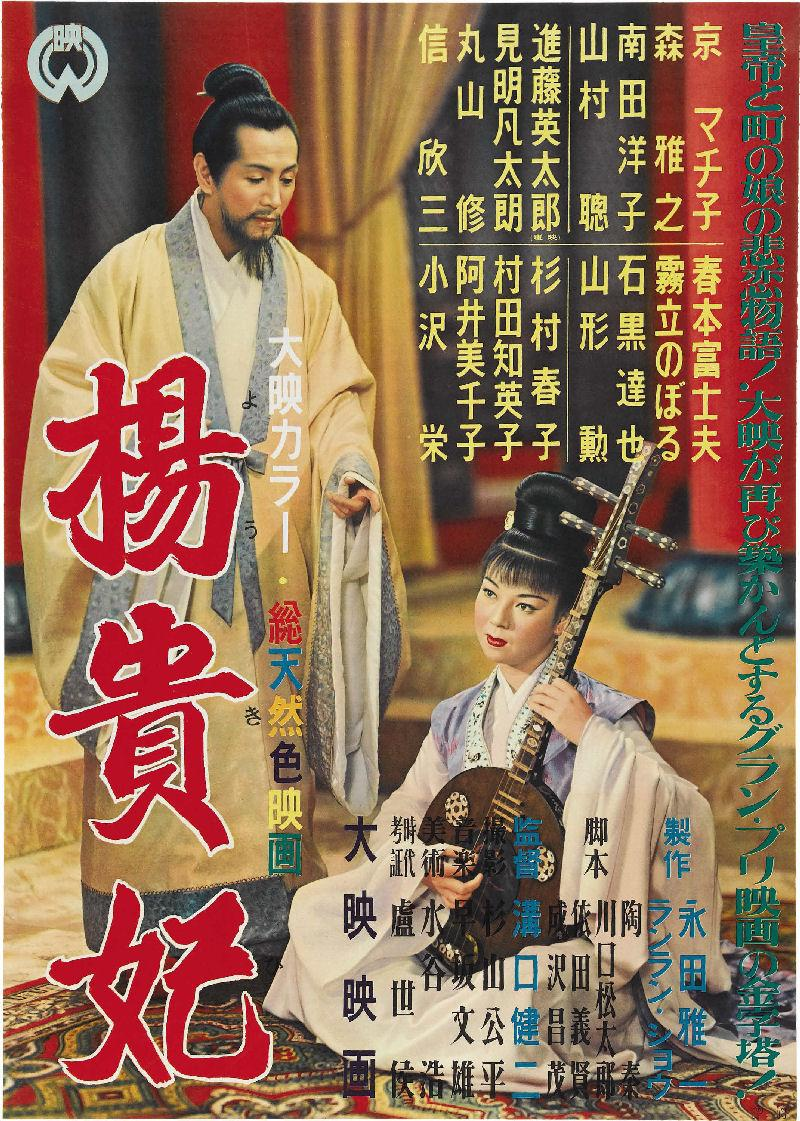
Poster phim Dương Quý phi năm 1955

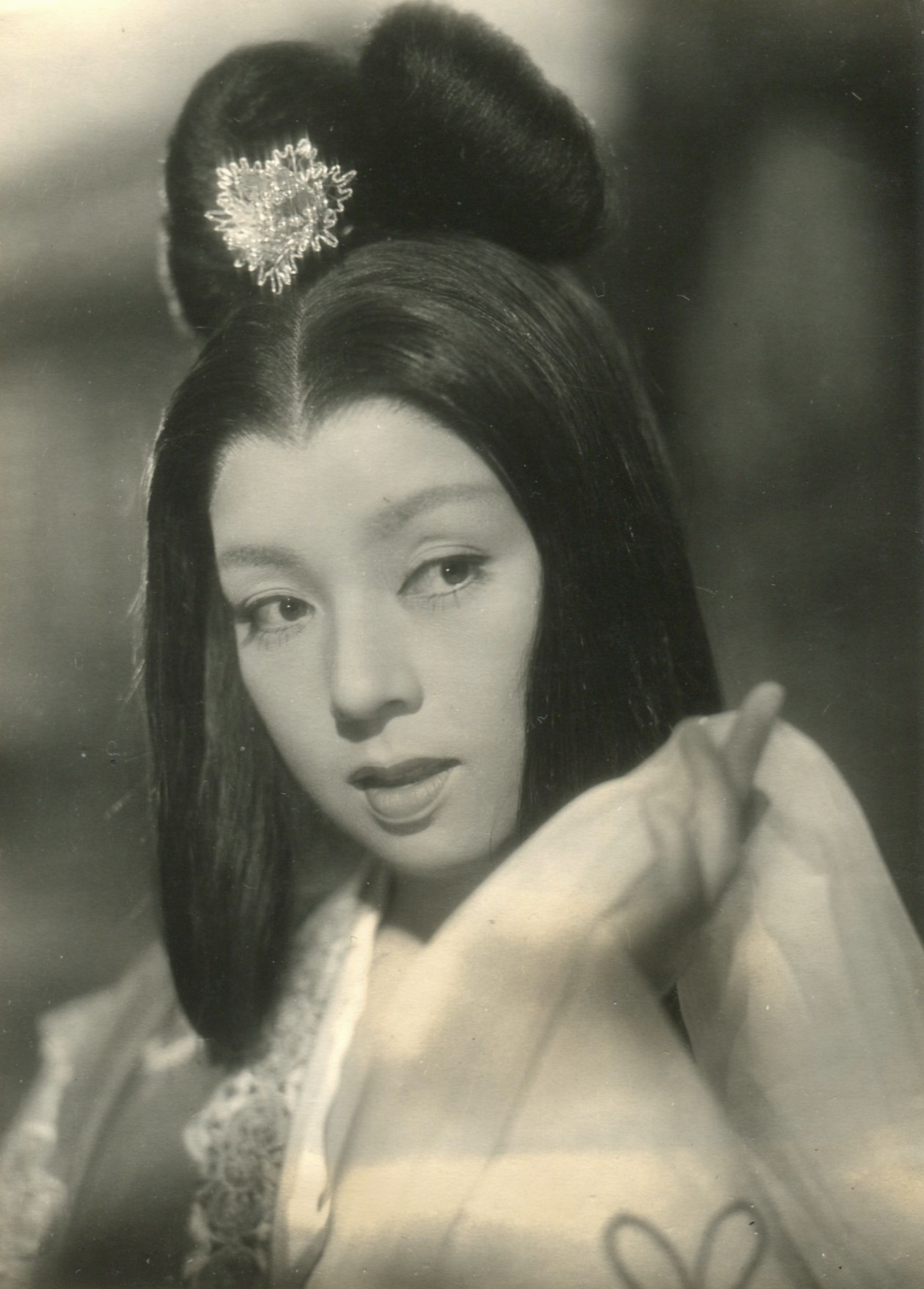
Machiko Kyō, diễn viên trong phim năm 1955

| Năm  | Quốc gia sản xuất              | Phim                                         | Diễn viên        |
| 1955 | Nhật Bản                       | 《Dương Quý phi》                            | Machiko Kyō      |
| 1962 | Hồng Kông (Thiệu thị huynh đệ) | 《Dương Quý phi》                            | Lý Lệ Hoa        |
| 1993 | Trung Quốc                     | 《Dương Quý phi》                            | Chu Khiết        |
| 2015 | Trung Quốc                     | 《Vương triều đích nữ nhân - Dương Quý phi》 | Phạm Băng Băng   |
| 2017 | Trung Quốc                     | 《Yêu miêu truyện》                          | Trương Dung Dung |

### Phim truyền hình
| Năm  | Quốc gia sản xuất                       | Phim                            | Diễn viên       |
| 1976 | Hồng Kông (TVB)                         | 《Dương Quý phi》               | Ân Xảo Nhi      |
| 1985 | Đài Loan (Công ty Trung Hoa điện thị)   | 《Dương Quý phi》               | Phùng Bảo Bảo   |
| 1986 | Đài Loan (Công ty Truyền hình Đài Loan) | 《Dương Quý phi truyền kì》     | Thang Lan Hoa   |
| 1990 | Trung Quốc                              | 《Đường Huyền Tông》            | Lâm Phương Binh |
| 2000 | Hồng Kông (TVB)                         | 《Dương Quý phi》               | Hướng Hải Lam   |
| 2002 | Hồng Kông (TVB)                         | 《Thiên tử tầm long》           | Văn Tụng Nhàn   |
| 2006 | Trung Quốc                              | 《Thần quỷ bát trận đồ》        | Lưu Dương       |
| 2007 | Trung Quốc                              | 《Đại Đường phù dung viên》     | Phạm Băng Băng  |
| 2010 | Trung Quốc                              | 《Dương Quý phi bí sử》         | Ân Đào          |
| 2014 | Trung Quốc                              | 《Linh hồn bãi độ phần 1》      | Lưu Thiên Hàm   |
| 2017 | Trung Quốc                              | 《Đại Đường vinh diệu》         | Tằng Lê         |
| ...  | Trung Quốc                              | 《Lý Bạch》                     | Y Năng Tĩnh     |
| 2019 | Trung Quốc                              | 《Trường An thập nhị thì thần》 | Từ Lộ           |

### Quảng cáo
| Năm  | Quảng cáo                                          | Diễn viên |
| ---- | -------------------------------------------------- | --------- |
| 2015 | Quảng cáo GU Nhật Bản                              | Haru      |
| ...  | Kinh đô niệm từ am hầu đường－ Dương Quý phi thiên | Lâm Mỹ Tú |